# Itapagipe
Itapagipe es un municipio ubicado al oeste del estado brasileño de Minas Gerais. Según una estimación de 2019, la población era de 15 243 habitantes. El municipio tiene una superficie de 1802 km² y se encuentra a una altitud media de 420 m s. n. m.

## Ubicación
Itapagipe se encuentra en una elevación en el centro-sur de la zona conocida como el Triângulo Mineiro 37 km al oeste de la autopista Transbrasiliana-Br-153. El río Grande, un afluente del río Paraná, forma su límite sur. Pertenece a la microrregión estadística de Frutal. Los municipios vecinos son:
- Norte: Frutal
- Noroeste: Campina Verde
- Oeste: São Francisco de Sales
- Sur: Paulo de Faria, São Paulo

Distancias
- Belo Horizonte: 648 km
- Uberaba: 193 km
- Uberlândia: 234 km[3]
- São José do Rio Preto: 143 km
- Iturama: 98 km
- São Paulo: 600 km
- Brasília: 710 km[4]

## Origen del nombre
El nombre Itapagipe proviene del tupi-guarani y significa "roca dura". Este nombre fue elegido por una gran roca que cubre todo el cauce del arroyo Lageado, que atraviesa la ciudad.

## Historia
El distrito de Lageado, hoy Itapagipe, se convirtió en municipio en 1948, a partir de un asentamiento de población iniciado hacia 1880. El primer colono, Antônio Gomes Sobreiro, se casó con una niña indígena Caiapó y estableció su rancho en la región. Se construyó una capilla y comenzó un pequeño pueblo con el nombre de Santo Antônio do Lageado. 

## Actividades económicas
Las actividades económicas más importantes son la ganadería, el comercio y la agricultura. El PIB en 2005 era R$ 147.447. Itapagipe está en el nivel superior de los municipios del estado con respecto al desarrollo económico y social. En 2007 había una infraestructura minorista bien desarrollada que atendía la zona circundante de tierras ganaderas y agrícolas. En la zona rural había 1.336 establecimientos que ocupaban a unas 3.300 personas. 414 de las granjas tenían tractores, una proporción de uno de cada tres. Había 1.912 automóviles en todo el municipio, aproximadamente uno por cada 7 habitantes, una alta proporción para Brasil.
Las unidades económicas de la ciudad incluyen 285 establecimientos comerciales, 29 industrias, 25 servicios y 02 bancos. El pueblo tenía 2.469 casas. Doce iglesias atendían las necesidades religiosas de la población. 

Itapagipe es un importante productor agropecuario. En 2006 se registraron 183 000 cabezas de ganado, de las cuales 35 000 eran vacas lecheras. Los cultivos permanentes ocupaban 392 ha y los perennes 14 000 ha. Los cultivos con una superficie plantada de más de 100 hectáreas fueron piña, arroz, naranjas, caña de azúcar, maíz, sorgo y soja.

## Salud y educación
En el sector de la salud había 5 clínicas y un hospital con 15 camas. En el sector educativo había 5 escuelas primarias y 1 escuelas intermedias.
- Índice de Desarrollo Humano Municipal: 0.788 (2000)
- Clasificación estatal: 61 de 853 municipios en 2000
- Clasificación nacional: 705 de 5.138 municipios en 2000
- Tasa de alfabetización: 89
- Esperanza de vida: 74 (promedio de hombres y mujeres)

El municipio de mayor rango en Minas Gerais en 2000 fue Poços de Caldas con 0.841, mientras que el más bajo fue Setubinha con 0.568. A nivel nacional la más alta fue São Caetano do Sul en São Paulo con 0.919, mientras que la más baja fue Setubinha. En estadísticas más recientes (considerando 5.507 municipios) Manari en el estado de Pernambuco tiene la calificación más baja en el país-0.467-poniéndolo en último lugar.